# Уильский уезд
Уильский уезд — административно-территориальная единица Уральской и Актюбинской  губерний Киргизской АССР, существовавшая в 1920—1921 годах.
Уильский уезд с центром в городе Уил был образован 2 мая 1920 года в составе Уральской губернии на территории, выделенной из Темирского уезда Тургайской области. Первоначально в его состав вошли следующие волости:
| - Беловодская. Центр — п. Беловодский - Джекиндинская кочевая - Джетыкульская кочевая - Казбекская кочевая - Каиндинская кочевая - Карагандинская кочевая - Киило-Уильская кочевая | - Ново-Надеждинская. Центр — п. Ново-Надеждинский - Преображенская Центр — п. Преображенский - Романовская - Тайсунганская - 1-я Уильская кочевая - 2-я Уильская кочевая - Шиповская |

8 декабря 1921 года Уильский уезд был передан в Актюбинскую губернию. Позже он был преобразован в Уильский район.